# Наталий (антипапа)
Наталий (лат. Natalis, лат. Natalius) — первый антиепископ Рима (антипапа) (ок. 199 — ?), претендент при епископе Зефирине.
Сведения о нём содержатся в «Церковной истории» Евсевия Кесарийского со ссылкой на книгу против ереси Артемона, автором которой, по-видимому, является Гай Римский.

## Сведения Евсевия
Некие Асклепиодот (Asclepiodotus) и меняла Феодот (Theodotus) — оба ученики ересиарха Феодота, сапожника (отлучённого от Церкви Виктором I), — убедили исповедника Наталия назваться епископом еретиков за плату — 150 денариев в месяц.
Через некоторое время Наталий, вразумлённый видениями, покаялся епископу Зефирину, после чего был воссоединён с Церковью.